# Sorbus tianschanica
Sorbus tianschanica là loài thực vật có hoa trong họ Hoa hồng. Loài này được Rupr. miêu tả khoa học đầu tiên năm 1869.